# Jade Jordan
Jade Jordan (ur. 1988 w Dublinie) – irlandzka aktorka i autorka. Największą rozpoznawalność zyskała dzięki zagraniu w filmie z 2021 roku pt. You Are Not My Mother oraz napisaniu autobiografii Nanny, Ma and Me.

## Wczesne życie
Jordan urodziła się w 1988 roku w Dublinie w Irlandii. Jade ma siostrę o imieniu Pariss. Dorastała w Blanchardstown, gdzie uczęszczała do szkoły średniej. W późniejszym czasie ukończyła kurs teatrologii w Coláiste Dhúlaigh College of Further Education. W 2009 roku Jordan przeprowadziła się do Londynu, gdzie uczęszczała do szkoły teatralnej, którą ukończyła 4 lata później w 2013 roku.

## Kariera
W 2021 roku Jordan wyprodukowała i napisała scenariusz do swojego pierwszego filmu The Colour Between. Film ten został sfinansowany przez Screen Ireland. Występowała w Abbey Theatre oraz Druid Theatre Company.

### Pisarstwo
Autobiografia Nanny, Ma and Me opowiada o przeżyciach Jordan jako czarnoskórej Irlandki oraz opisuje historię swojej babci Kathleen i jej matki Dominique. Kathleen urodzona w 1932 roku, w latach 50. przeprowadziła się z Dublinu do Londynu, aby studiować tam pielęgniarstwo. W 1963 roku poślubiła Larry’ego, Jamajczyka, który przeniósł się do Anglii wraz z pokoleniem Windrush, czyli osób przybyłych z byłych brytyjskich kolonii na Karaibach w latach 1948–1973. Małżeństwo miało trójkę dzieci, wliczając w to Dominique, mieszkali w Walthamstow. Rodzina wróciła do rodzinnego miasta Kathleen w 1978 roku, najpierw mieszkając w budynku przy ulicy Seán McDermott Street, zanim przeniosła się ona do Blanchardstown w latach 80.

## Filmografia
| Rok  | Tytuł                 | Rola           |
| ---- | --------------------- | -------------- |
| 2022 | Redemption            | Debbie Gleeson |
| 2022 | No Return             | Tara Fisher    |
| 2021 | Waiting to Breathe    |                |
| 2021 | X Marks the Spot      | Emer           |
| 2021 | Kin                   | Nellie Akanji  |
| 2021 | You Are Not My Mother | Pani Devlin    |
| 2021 | The Colour Between    | Annalise       |
| 2021 | Foxglove              | Robin          |
| 2020 | Ascending Grace       | Sarah          |
| 2019 | The Virtues           | Doctor         |
| 2018 | Rosie                 | Megan          |
| 2018 | Doctors               | Jen Hawkins    |
| 2014 | Lucifer’s Night       | Bethany        |